# Nosila je rubac črleni (2022.)
Nosila je rubac črleni je hrvatski film iz 2022. godine, redatelja Gorana Dukića i scenaristice Sandre Antolić.
Svjetsku premijera filma prikazana je 17. srpnja 2022. na 69. Pulskom filmskom festivalu gdje je dobio najvišu ocjenu publike 4,57 i osvojio nagradu "Zlatna vrata Pule", dok Ljubo Zečević je osvojio nagradu Zlatne arene za najbolju sporednu mušku ulogu. Iste godine, film je održao premijeru 30. srpnja 2022. na Motovunskom filmskom festivalu Zagrebačka kinopremijera održana je 20. rujna uz gostovanje filmske ekipe, dok s redovnim prikazivanjem u hrvatska kina je započeo 22. rujna.
Televizijska premijera prikazana je 15. srpnja 2023. godine na Prvom programu HRT-a, a od 23. kolovoza film je dostupan na Netflixu.

## Radnja
Radnja filma smještena je u pitomo hrvatsko zagorje u ratnim devedesetima, gdje pratimo zaplete drama prve svinjske ljubavi u zračnoj uzbuni, te do kvara frizerske haube na pola odrađene frizure.

## Glumačka postava
- Nataša Dorčić kao Anka
- Pjer Branko Meničanin kao Ruda
- Ljubo Zečević kao Joža Makranov
- Tesa Litvan kao Ančica / Beba (glas)
- Areta Ćurković kao Dragica
- Dora Polić Vitez kao Števica
- Ljubomir Kerekeš kao Gazda Mika
- Robert Ugrina kao mesar Franc
- Ljupčo Todorovski kao Časnik
- Janko Popović Volarić kao pripovijedač Isus (glas)
- Krešimir Mikić kao čovjek koji pere spomenike
- Sunčana Zelenika kao Fanika
- Vid Balog kao Blažek
- Nenad Cvetko kao Milek
- Goran Navojec kao Roki (glas)
- Andro Damiš kao Ludi Renatek
- Mateo Videk kao Vinkec
- Atanas Atanasovski kao Župnik Vjeran
- Jelena Miholjević kao Časna Matilda
- Jadranka Đokić kao Majka Božja
- Sanja Milardović kao Učiteljica Pepica
- Viktor Dekanić kao Dječak Jožek
- Nikola Barišić kao Robert
- Jan Kerekeš kao Ivek
- Zijad Gračić kao Župnik Josip
- Vili Gobac kao Alan
- Matija Čigir kao Danijel
- Pia Magdalena Zelić kao Djevojčica Suzana
- Natan Ivan Vlahović kao Želkec
- Josip Vranjković kao Svećenik u crkvi
- Tvrtko Jurić kao Svećenik u crkvi (glas)
- Toni Bobeta kao Svat u tučnjavi
- Milan Psarić i Đurđica Božić kao Seljaci u suši
- Dubravko Sidor kao Radio spiker (glas)
- Ines Sigečan kao Radio spikerica (glas)
- Ivana Fumić kao Radio spikerica (glas)
- Jelena Miholjević, Ana Begić Tahiri i Tvrtko Jurić kao Domaće životinje (glasovi)
- Cinkuši kao Bend "Črni Biseri"
- HKUD "Željezničar" Zagreb kao Folkloraši na prošćenju

## Produkcija
Film je u pripremama za snimanje od 2014. godine kad je dobio potporu od 30.000 eura "Programa Kreativne Europe – Potprograma MEDIA", ali snimanje je odgađano više puta. Snimanje je službeno trebalo početi u ožujku 2020. ali zbog pandemije COVID-19 u Hrvatskoj je ponovo odgođen, Snimanje je napokon započelo u srpnju u hrvatskom zagorju (Bedekovčina, Pustodol Orehovički, Orehovica, Marija Gorica, Krapina, Kumrovec)  a trajalo je do sredine kolovoza 2020. godine, Film je u produkciji kuće Švenk d.o.o., koprodukciji sa Antitalentom i Sjeverno Makedonskom produkcijskom kućom Vertigo Visuals.

## Nagrade
- Nagrada Zlatna vrata Pule, 2022.
- Zlatna arena za najbolju sporednu mušku ulogu – Ljubo Zečević, 2022.

## Vanjske poveznice
- Službena stranica svenk.hr
- Službena stranica hulahop.hr
- Nosila je rubac črleni u internetskoj bazi filmova IMDb-a
- Nosila je rubac črleni na Box Office Mojo